# Jean Lanfranchi
Pour les articles homonymes, voir Lanfranchi.
Jean Lanfranchi est un footballeur français, d'origine corse (Aullène), né le 20 mars 1923 à Tunis et mort le 5 décembre 2017 à Muret. 
Il évolue au poste d'attaquant du milieu des années 1940 au début des années 1950 principalement au Toulouse FC.
Il est sélectionné en 1948 en équipe de France olympique pour les Jeux olympiques de Londres.
Il devient par la suite entraîneur et dirige l'US Saint-Gaudens et l'US Cazères.
Il est le frère de Marcel Lanfranchi qui connaît une carrière similaire.

## Biographie
Jean Lanfranchi nait à Tunis le 20 mars 1923 de parents d'origine corse (Aullène) installés dans le Protectorat. Il commence le football au RC Tunis puis, rejoint les tirailleurs marocains et fait la Campagne d'Italie et est présent à la bataille du Monte Cassino.
Il rejoint, en 1945, après sa démobilisation, l'US Cazères en championnat de France amateur où il retrouve son frère Marcel , et il est quart de finaliste aux Jeux olympiques d'été de 1948 à Londres. Évoluant au poste d'inter et doté d'une bonne technique et du sens du collectif, il rejoint le Toulouse Football Club avec son frère. Ils y constituent, dans les années 1950, avec Henri Cammarata et le Yougoslave Vinko Golob, l'attaque du club. Il dispute avec cette équipe 69 rencontres de Division 1 pour douze buts inscrits.
Après deux saisons sous le maillot de l'Olympique de Marseille, de 1951 à 1953, il quitte alors les rangs professionnels et devient entraîneur-joueur à l'US Saint-Gaudens de 1953 à 1957, puis occupe les fonctions d'entraîneur de l'US Cazères durant la saison 1957-1958.

## Statistiques
Le tableau ci-dessous retrace la carrière professionnelle de Jean Lanfranchi.
| Saison                | Club                   | Championnat           | Championnat | Championnat | Coupe(s) nationale(s) | Coupe(s) nationale(s) | Barrages d'accession | Barrages d'accession | Total | Total |
| Saison                | Club                   | Division              | M.          | B.          | M.                    | B.                    | M.                   | B.                   | M.    | B.    |
| 1948-1949             | Toulouse FC            | Division 1            | 29          | 8           | -                     | -                     | -                    | -                    | 29    | 8     |
| 1949-1950             | Toulouse FC            | Division 1            | 16          | 0           | -                     | -                     | -                    | -                    | 16    | 0     |
| 1950-1951             | Toulouse FC            | Division 1            | 24          | 4           | -                     | -                     | -                    | -                    | 24    | 4     |
| 1951-1952             | Olympique de Marseille | Division 1            | 19          | 1           | 3                     | 0                     | 2                    | 1                    | 24    | 2     |
| 1952-1953             | Olympique de Marseille | Division 1            | 29          | 4           | 1                     | 0                     | -                    | -                    | 30    | 4     |
| Total sur la carrière | Total sur la carrière  | Total sur la carrière | 115         | 17          | 6                     | 1                     | 2                    | 1                    | 123   | 19    |